# SynergySP
SynergySP Co., Ltd., (Nhật: 有限会社SynergySP Hepburn: Yūgen-gaisha ShinajīSP) là một xưởng phim hoạt hình được thành lập vào năm 1998 tại Nhật Bản và là một công ty con của Shin-Ei Animation.

## Lịch sử
SynergySP được thành lập vào ngày 24 tháng 9 năm 2000 bởi một nhóm nhân viên từ Studio Junio (do các nhân viên Toei Animation thành lập). Ban đầu, tên của công ty là Synergy Japan Co., Ltd. Năm 2005, khi trở thành một công ty liên kết với Shogakukan-Shueisha Productions thì công ty đổi sang tên mới là SynergySP Co., Ltd.
Vào tháng 4 năm 2017, SynergySP trở thành một công ty con thuộc Shin-Ei Animation.

## Tác phẩm

### Anime truyền bình
- Princess Comet (2001–2002, sản xuất cùng với Nippon Animation)
- Mermaid Melody Pichi Pichi Pitch (2003, sản xuất cùng với Actas)
- Mermaid Melody Pichi Pichi Pitch Pure (2004, sản xuất cùng với Actas)
- Panda-Z (2004)
- MÄR (2005–2007)
- Kirarin Revolution (2006–2009)
- Shinseiki Duel Masters Flash (2006–2007)
- Hayate no Gotoku (2007-2008, sản xuất tập 1–52)[2]
- Major (2007–2010, sản xuất tập 79-154)
- Zettai Karen Children (2008–2009)[3]
- Gokujō!! Mecha Mote Iinchō (2009–2011)[4]
- Beyblade: Metal Fusion (2009–2010)[5]
- Cross Game (2009-2010)[4]
- Gokujō! Mecha Mote Iinchō Second Collection (2010–2011)
- Beyblade: Metal Masters (2010–2011)
- Scan2Go (2010–2011)
- Beyblade: Metal Fury (2011–2012)
- Cross Fight B-Daman (2011–2012)[6]
- Chibi Devi! (2011–2014)[4]
- Metal Fight Beyblade Zero-G (2012, sản xuất cùng với Nelvana Animation)[7]
- BeyWheelz (2012)
- Cross Fight B-Daman eS (2012–2013)[6]
- Initial D Fifth Stage (2012–2013)[4]
- Beast Saga (2013)[8]
- BeyWarriors: BeyRaiderz (2014)
- Initial D Final Stage (2014)[4]
- BeyWarriors: Cyborg (2014–2015)
- Hachinan tte, Sore wa Nai Deshō! (2020, sản xuất cùng với Shin-Ei Animation)[9]
- Trận chiến bắt đầu trong 5 giây (2021, sản xuất cùng với Vega Entertainment)[10]
- Câu chuyện cổ tích của thiếu nữ thời Taisho (2021)[11]
- Kakkō no Iinazuke (2022, sản xuất cùng với Shin-Ei Animation)[12]
- Kawaisugi Crisis (2023)[13]
- Okashi na Tensei (2023)[14]
- Kanojo mo kanojo (mùa 2, 2023)[15]
- Henjin no Salad Bowl (2024), đồng sản xuất với Studio Comet.[16]
- Kyūjitsu no Warumono-san (2024), sản xuất cùng với Shin-Ei Animation[17]
- Hazure Waku no "Jōtai Ijō Sukiru" de Saikyō ni Natta Ore ga Subete o Jūrin Suru made (2024), hợp tác sản xuất với Seven Arcs[18]
- Sayonara Ryūsei, Konnichiwa Jinsei, hợp tác sản xuất với Vega Entertainment[19]
- Kuroiwa Medaka ni Watashi no Kawaii ga Tsūjinai (2025)[20]

### ONA/OVA
- Zettai Karen Children (2010)Zettai Karen Children[4]
- Oresama Kingdom (2011–2013)[4]
- Shokora no Mahō (2011–2013)[4]
- Ijime (2012)
- 12-sai (2014–2016)[4]

### Phim anime chiếu rạp
- Metal Fight Beyblade vs. Taiyou: Shakunetsu no Shinryakusha Sol Blaze (2010)[4]
- Happy ComeCome (2015)[21]
- Gō-chan. ~Moco to koori no ue no yakusoku~ (2018, sản xuất cùng với Shin-Ei Animation)[4]
- Ten Count (bị hủy), sản xuất cùng East Fish Studio[22]